# Stenocaecilius antillanus
Stenocaecilius antillanus är en insektsart som först beskrevs av Banks 1938.  Stenocaecilius antillanus ingår i släktet Stenocaecilius och familjen fransvingestövsländor. Inga underarter finns listade i Catalogue of Life.